# Crocus rujanensis
Crocus rujanensis är en irisväxtart som beskrevs av Randjel. och D.A.Hill. Crocus rujanensis ingår i släktet krokusar, och familjen irisväxter. Inga underarter finns listade i Catalogue of Life.